# Miguel Ángel Ballesteros Cánovas
Miguel Ángel Ballesteros Cánovas (Alcantarilla, 23 de julio de 1996) es un exciclista español.

## Trayectoria
Destacó como amateur ganando la general de Copa de España, Ranking Nacional, bronce Campeonato de España Elite y segundo en el Memorial Valenciaga en las filas del Valverde Team-Terra Fecundis, club que competiría junto a su paisano José María García Soriano.
En 2018 dio el salto al profesionalismo fichando por el Polartec-Kometa. Tras un año en el equipo, regresó al campo amateur con el Valverde Team-Terra Fecundis. En 2020 fichó por el Caja Rural-Seguros RGA amateur, que en el mes de agosto lo pasó al equipo profesional como stagiaire.
En 2021, regresó al profesionalismo tras firmar con el recién creado Electro Hiper Europa.
El 14 de noviembre de 2022 anunció su retirada del ciclismo profesional.

## Palmarés
- No consiguió ninguna victoria como profesional.

## Equipos
- Polartec-Kometa[7] (2018)
- Caja Rural-Seguros RGA (stagiaire) (08.2020-12.2020)
- Electro Hiper Europa (2021-2022)
  - Electro Hiper Europa (2021)
  - Electro Hiper Europa-Caldas (2022)